# Amietophrynus reesi
Amietophrynus reesi är en groddjursart som först beskrevs av John C. Poynton 1977.  Amietophrynus reesi ingår i släktet Amietophrynus och familjen paddor. IUCN kategoriserar arten globalt som otillräckligt studerad. Inga underarter finns listade i Catalogue of Life.